# Sofía Toro
Pour les articles homonymes, voir Toro.
Sofía Toro Prieto-Puga est une skipper espagnole née le 19 août 1990 à Ares.

## Biographie
Sofía Toro participe aux Jeux olympiques d'été de 2012 à Londres, où elle remporte avec Ángela Pumariega et Támara Echegoyen la médaille d'or en Elliott 6m.